# My Own Prison (låt)
My Own Prison är en låt av Creed och deras första singel, från deras debutalbum från 1997, My Own Prison. Frontmannen Scott Stapp skrev texten om de svårigheter han hade i livet under en tid då han ifrågasatt sin religiösa tro. Han insåg att han hade skapat ett fängelse inom sitt eget sinne. Stapp sjunger hela låten förutom refrängen, vilken Creeds gitarrist Mark Tremonti sjunger. Singeln var en hit på rockstationer i USA, och nådde #2 på Billboards Mainstream Rock Tracks lista 1998, samt #7 på Modern Rock Tracks listan. Den lyckades även bli en crossover hit på pop-radio, och nådde #54 på Billboards Hot 100 Airplay lista. Singeln var dock, likt de flesta av Creeds singlar, aldrig given en officiell utgivning och kunde därför inte listas på Billboards Hot 100.